# Stenalia turneri
Stenalia turneri là một loài bọ cánh cứng trong họ Mordellidae. Loài này được Franciscolo miêu tả khoa học năm 1957.